# Microsoft PowerPoint
Microsoft PowerPoint er et program i Microsoft Office-pakken, hvor man kan lave et diasshow. Man kan også lave små animationer.
PowerPoint bruges ofte til fremlæggelser og fremlæggelsen assisteres ofte ved brug af en laserpointer.
| Software | Spire Denne artikel om software og programmering er en spire som bør udbygges. Du er velkommen til at hjælpe Wikipedia ved at udvide den. |